# La sirena del Mississippi

La sirena del Mississippi es una película de dráma romántico de 1969 dirigida por François Truffaut y protagonizada por Catherine Deneuve y Jean-Paul Belmondo.
Es una adaptación de la novela de 1947 Waltz into Darkness de William Irish.
La película trata sobre un cultivador de tabaco en la Isla Reunión en el Océano Índico que se compromete por correspondencia con una mujer a la que no conoce. Cuando llega a Reunión no es la misma mujer de la foto, pero se casa con ella de todos modos.
Se filmó en el sur de Francia y en la Isla Reunión. En Francia La sirena del Mississippi fue la película 17 por recaudación en el año de su estreno con 1 221 027 visionados.
En 2001 se hizo una versión titulada Pecado original dirigida por Michael Cristofer y protagonizada por Angelina Jolie y Antonio Banderas.

## Trama

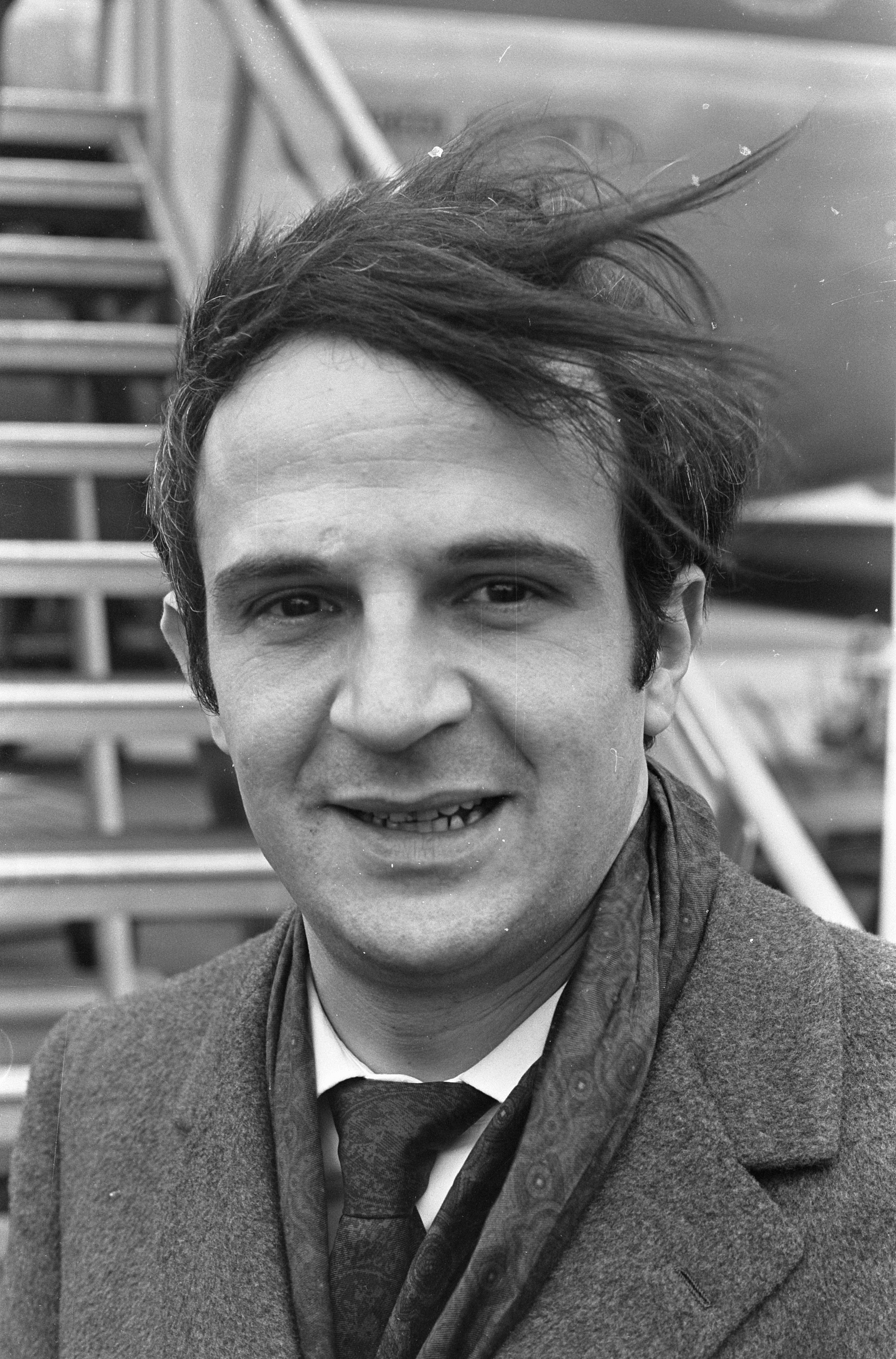
François truffaut en 1967

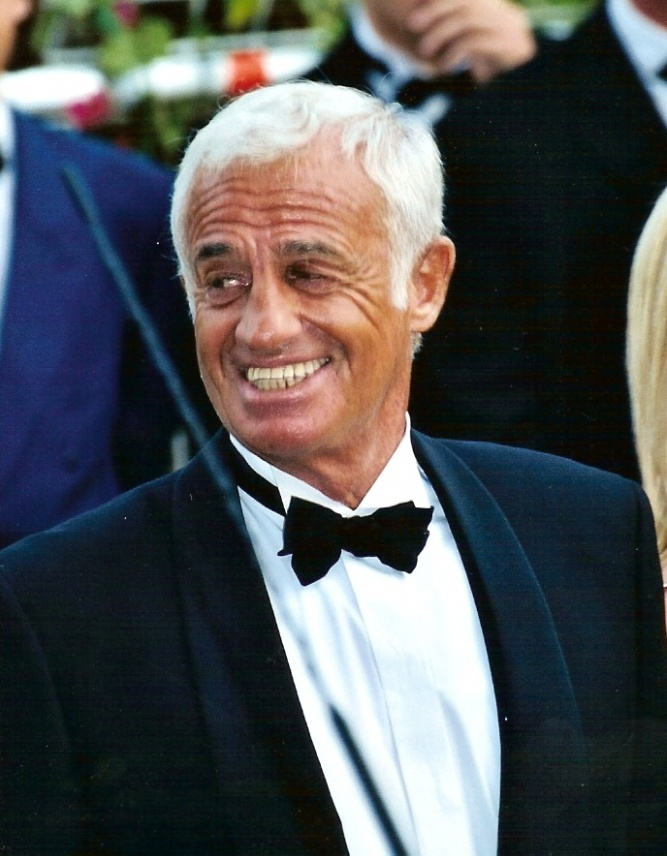
Jean-Paul Belmondo en 2001

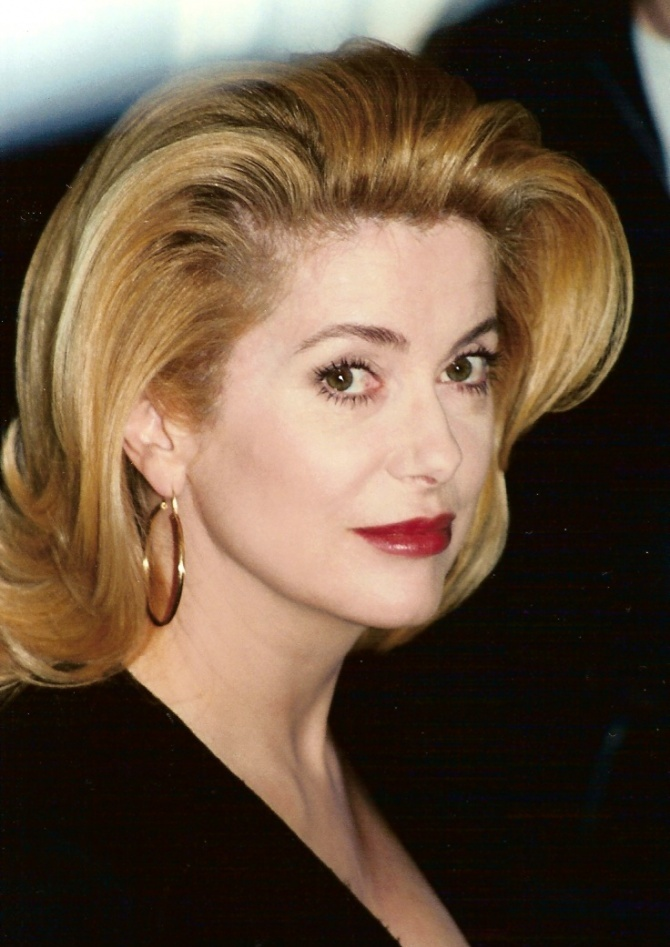
Catherine Deneuve en 1995

Louis Mahé (Jean-Paul Belmondo), es un rico cultivador de tabaco en la Isla Reunión del Océano Índico que espera la llegada de su prometida, Julie Roussel (Catherine Deneuve), a la que nunca ha visto. Se conocieron a través de los anuncios por palabras en un periódico francés y se cartearon. En el hotel Mascarin se encuentra con su socio Jardine, que le acompaña a comprar el anillo de bodas. Louis va al muelle a recibir a Julie que llega en el vapor Mississipi (escrito con una «p» de acuerdo a la ortografía francesa de aquella época) desde Nouméa, la capital de Nueva Caledonia. Cuando se encuentran él se sorprende de su belleza y no la reconoce porque ella no es la mujer de la foto que le mandó. Ella le explica que le envió la foto de una vecina para asegurarse de la sinceridad de sus intenciones. Él confiesa que tampoco le contó toda la verdad porque le ocultó que era rico.
Louis y Julie se casan enseguida y él pasa por alto inconsistencias que ella le contó por carta. A ella le da acceso a sus cuentas bancarias e imprime su imagen en los paquetes de tabaco que fabrica. Tras recibir una airada carta de la hermana de Julie, Berthe Roussel (Nelly Borgeaud), preguntándole por su paradero, Louis se da cuenta de que Julie se ha marchado con casi 28 millones de francos, vaciando sus cuentas bancarias. Poco después Berthe llega y le informa que la mujer con la que se ha casado no es Julie y que ella vio a su hermana a bordo del Mississipi.
Contratan a un detective privado, Comolli, para que encuentre a la impostora y la lleve ante la justicia.
En un vuelo a Niza, Francia, Louis se desmaya por agotamiento. Mientras se recupera en la Clinique Heurtebise ve en la televisión a la impostora de Julie bailando en un club nocturno de Antibes. Compra una pistola y viaja a Antibes donde irrumpe en la habitación de ella en el Hotel Monorail con la intención de matarla. Cuando ella vuelve a la habitación no ofrece resistencia. Dice que su nombre es Marion Vergano, y le cuenta un sórdido pasado con estancias en la cárcel y su asociación con un gánster despiadado, Richard, que estaba con ella en el Mississipi. Ella le cuenta que cuando ellos se encontraron con Julie Roussel y supieron de su próximo casamiento, Richard fabricó un complot para matar a Julie y mandar a Marion en su lugar para robar a Louis. Después Richard la obligó a que llevara a cabo el robo y luego la abandonó.
Ella le dice a Louis que todavía le ama y Louis la perdona.
Louis y Marion compran un descapotable rojo y viajan a Aix-en-Provence donde se alojan en una casa y pasan el tiempo viajando por la región y haciendo el amor. Su felicidad es interrumpida por Comolli, que ha llegado a Aix persiguiendo a la impostora. Louis trata en vano de sobornar al detective para que abandone el caso y termina disparándole y lo entierra en el sótano de la casa.
Louis y Marion se van a Lyon, pero ella no está satisfecha con su existencia fugitiva y aspira a una vida de lujo en París. Louis vuelve brevemente a Reunión y vende sus acciones en la plantación a su socio Jardine. Cuando vuelve se da cuenta de que la policía les sigue la pista. Otra vez se ven obligados a huir, abandonando casi todo su dinero.
Van a las montañas donde encuentran una cabaña aislada en la que esconderse. Esperan cruzar a Suiza pero Marion es infeliz con su vida de huida. Louis se pone enfermo y sospecha que Marion le ha estado poniendo matarratas en el café. Trata de huir pero Marion le arrastra a la cabaña. Cuando ella le pone otra taza de café Louis le dice que conoce su plan, acepta su destino sin rencor y le expresa su gran amor por ella. Marion se avergüenza de sus acciones, le quita la taza y se arrepiente.
Ella reconoce que ninguna mujer merece ser amada así, pero ella le asegura que lo ama y que todavía pueden seguir juntos. Llorando en sus brazos, Marion le dice: «Estoy aprendiendo qué es el amor, Louis. Es doloroso.» Después Louis recupera su fuerza y salen de la cabaña en medio de una tormenta de nieve y se marchan juntos hacia la frontera.

## Reparto
- Jean-Paul Belmondo como Louis Mahé.
- Catherine Deneuve como Julie Roussel / Marion Vergano.
- Michel Bouquet como Comolli.
- Nelly Borgeaud como Berthe Roussel.
- Marcel Berbert como Jardine.
- Martine Ferrière como the Landlady.
- Yves Drouhet como el detective.
- Roland Thénot como Richard.[7]

## Localizaciones
- Aix-en-Provence, Bouches-du-Rhône, Francia
- Antibes, Alpes-Maritimes, Francia
- Grenoble, Isère, Francia
- Le Tampon, Réunion
- Lyon, Rhône, Rhône-Alpes, Francia
- Niza, Alpes-Maritimes, Francia
- Saint-Denis, Réunion
- Sainte-Anne, Réunion
- Sainte-Suzanne, Réunion[5]